# الله الله تو پناهی بر ضعیفان
رسالت محمد یا الله الله که به نام الله الله تو پناهی بر ضعیفان نیز شناخته می‌شود، از سرودهای انقلابی ایران با صدای هاتف، شعری از مسعود هوشمند و موسیقی علی درخشان است.
این آهنگ تا مدت‌ها بعد از خروج هاتف از ایران از صدا و سیمای جمهوری اسلامی پخش می‌شد که بعدها توسط حمید غلامعلی بازخوانی شد.